# Morte de David Bowie
No dia 10 de janeiro de 2016, o cantor, compositor e ator David Bowie havia falecido em sua casa na Lafayette Street, Cidade de Nova Iorque, após lidar com câncer de fígado por 18 meses. Ele faleceu dois dias após o lançamento do seu vigésimo quinto álbum de estúdio, Blackstar, que coincidiu com seu aniversário de 69 anos.
Bowie manteve sua doença em segredo, fazendo com que tanto seus amigos e fãs ficassem surpresos com sua morte. Memoriais improvisados foram criados em Londres, na Cidade de Nova Iorque, Berlin e outras cidades onde ele havia vivido; as vendas de seus álbuns e músicas viram um aumento significativo. Muitos comentaristas notaram o impacto de Bowie no mundo musical, fashion e cultural, além de escreverem sobre seu status como um dos artistas musicais mais influentes de todos os tempos. Vários musicistas e figuras públicas expressaram seu luto.

## Linha do tempo
Bowie foi diagnosticado com câncer de fígado no meio de 2014. Ele somente havia contado isso para sua família e para as pessoas com quem trabalhava; Ivo van Hove, com quem Bowie estava colaborando no musical Lazarus, soube pouco após Bowie descobrir. Tony Visconti, amigo do Bowie e produtor de muitos de seus álbuns, incluindo Blackstar, soube em janeiro de 2015. Visconti lembrou que Bowie estava completamente careca devido a quimioterapia, quando falaram. Entretanto, muitos musicos com quem Bowie trabalhou através dos anos, como Mike Garson, Gerry Leonard, Brian Eno, Nile Rodgers, Reeves Gabrels, Tina Turner, Iggy Pop, Sterling Campbell, Earl Slick e Gail Ann Dorsey, não souberam de sua doença e ficaram surpresos quando Bowie faleceu.
Na metade de 2015, houve a esperança de que o câncer estivesse em remissão, mas em novembro de 2015 este já havia se espalhado por seu corpo e Bowie soube que sua condição era terminal. Fou durante a produção do videoclipe de Lazarus, quando foi decidido interromper o tratamento contra o câncer. Sua última aparição pública antes de falecer foi no dia 7 de dezembro de 2015, na noite de abertura de seu musical, Lazarus. Seu último álbum de estúdio, Blackstar, foi lançado no dia 8 de janeiro de 2016, em seu 69º aniversario. Foi relatado que Bowie escreveu um plano de cinco anos sobre o que ele queria que fosse feito com sua música após sua morte.
Bowie faleceu no dia 10 de janeiro de 2016, sua página no Facebook comunicou o seguinte. "10 de janeiro, 2016 - David Bowie faleceu em paz neste dia, cercado por sua família, após uma corajosa batalha de 18 meses contra um câncer. Enquanto muitos de vocês sentirão esta perda, pedimos que respeitem a privacidade da família durante esta época de luto."
No dia 12 de janeiro de 2016, respeitando seu testamento, Bowie foi cremado em Nova Jérsei e suas cinzas foram espalhadas de acordo com rituais Budistas em Bali, Indonésia. Bowie havia passado suas férias em Bali nos anos oitenta, onde escreveu a música "Tumble and Twirl", sobre o que havia passado lá.

## Reações

### David Bowie Is
David Bowie Is foi um show-museu que apresentou a história, artefatos e informações sobre a vida e os trabalhos de Bowie. O show, que ocorreu entre 2013 e 1028, estava no Groninger Museum, Países Baixos, quando Bowie faleceu e por isso o museu considerou o cancelamento do show, ocorrendo até discussões se deveriam manter o nome no present tens (David Bowie Is). Porém, foi decidido edtender o show por outras quatro semanas, permitindo que fãs enlutados participassem.

### Fãs
Foram criados memoriais ao redor do mundo nas horas após sua morte. Em Brixton, o distrito de Londres onde Bowie nasceu, um mural feito em 2013 pelo artista australiano Jimmy C tornou-se um santuário onde os fãs depositaram flores, gravações e mensagens manuscritas. O mural apresenta Bowie da forma como ele aparecia na capa de Aladdin Sane, com uma faixa azul e vermelha aparecendo diagonalmente em seu rosto, como se tivesse sido pintada. Em Berlim, os fãs deixaram flores fora do apartamento onde Bowie e Iggy Pop viveram enquanto Bowie criava a sua "trilogia de Berlim" de álbuns—Low, "Heroes" e Lodger—no fim dos anos 70, como também os álbuns The Idiot e Lust for Life (produzido pelo Bowie) do Iggy Pop. Também foram deixadas flores na frente do seu apartamento na Cidade de Nova Iorque e perto de sua estrela na Calçada da Fama em Los Angeles. Em Milão, os fãs realizaram um flash mov no Colonne di San Lorenzo enquanto no Brasil os fãs o homenagearam no carnaval do Rio de Janeiro. No Japão, horas após sua morte, um fã devoto foi detido por ameaçar suicidar-se com um cortador de caixa em público.

### Outros músicos
Tony Visconti, que produziu vários de seus álbuns, incluindo a "trilogia de Berlim", Young Americans e Blackstar, escreveu: "Ele sempre fez o que queria. Ele queria fazer do seu jeito e queria que fosse da melhor forma. Sua morte não foi diferente da sua vida—uma obra de arte. Ele fez Blackstar para nós, seu presente de despedida. Eu já sabia tem um ano que acabaria dessa forma. Mas eu, entretanto, não estava pronto para isso. Ele era um homens extraordinário, cheio de amor e vida. Ele sempre estará conosco. Por agora, é apropriado chorar".
Mick Jagger disse que "David sempre foi uma inspiração para mim e um verdadeiro originalista. De forma maravilhosa, ele nunca teve vergonha em seu trabalho. Tivemos tantos episódios bons juntos ... Ele foi meu amigo. Jamais o esquecerei". Amigo e colaborador Iggy Pop descreveu-o nas redes sociais como "a luz de minha vida", enquanto a cantora Madonna tweetou:: "Talentoso. Único. Gênio. Mudou o jogo" e cantou "Rebel, Rebel" em seu concerto em Houston. O grupo Queen, com quem ele colaborou em "Under Pressure", twetou um link do videoclipe, com as palavras: "Esta é a nossa última dança...."
Elton John comentou que "todos sambemos quão inspirador ele é. Todos sabemos onde sua música se posiciona. Não temos de dizer nada sobre sua música: ela fala por si mesma. Ele foi inovador, ele mudava os limites e dançava em seu próprio rítmo—o que é muito raro em qualquer artista". John também realizou um cover de "Space Oddity" no Wiltern Theatre, Los Angeles, dois dias após a morte do Bowie.
Kate Bush, que raramente realiza declarações públicas, disse ao The Guardian numa entrevista: "David Bowie tinha tudo. Ele era inteligente, inovador, corajoso, carismático, legal, sexy e verdadeiramente inspirador tanto visualmente e musicamente. Ele realizou uma obra tão surpreendemente brilhante, sim, mas fez tanto e foi tão bom. Existem grandes pessoas que fazem um trabalho incrível, mas quem mais deixou uma marca como a dele? Ninguém".
The Who honrou Bowie durante seu concerto no dia 3 de março de 2016 no Madison Square Garden, com imagens dele e notando que "Sentiremos saudades de nosso amigo, um verdadeiro ícone da música e arte, e um inovador brilhante."
Debbie Harry disse que "Quem não ama o Bowie? Um artista visionário, musicista, ator, um homem renascentista completo que nos proporcionou uma longa lista de músicas como 'Heroes', 'Rebel Rebel', 'Young Americans', 'Diamond Dogs', 'The Jean Genie' e algumas perfomances memoráveis no cinema como The Man Who Fell to Earth, Basquiat, Labyrinth, The Hunger. Não posso dizer o bastante sobre David Bowie para mostrar o quando o amo". Paul McCartney compartilou uma foto dele com o Bowie no Instagram e comentou que "David foi uma grande estrela e valorizo os momentos que tivemos juntos. Sua música teve um grande papel na história cultural Britânica e tenho orgulho de pensar na imensa influencia que ele teve nas pessoas ao redor do mundo".
Bruce Springsteen comentou que "Aqui na E Strret, estamos sentindo a grande perda de David Bowie. David foi um artista visionário e um apoiador inicial de nossa música. Sempre mudando e adiante de todos, ele foi um artista cuja excelência você aspira ter. Ele terá sua falta sentida." Anteriormente, Bowie havia realizado covers das músicas "Growin' Up" e "It's Hard to Be a Saint in the City" no início da carreira de Springsteen. Na noite de abertura do The River Tour 2016, Pittsburgh, 16 de janeiro, Springsteen & E Street Band abriram com um cover de "Rebel Rebel".
Yoko Ono também lembrou da amizade de Bowie com ela e John Lennon, e o agradeceu por ser uma "figura paterna" para seu filho, Sean, após a morte de John Lennon.

### Homenagens de fora da cultura pop

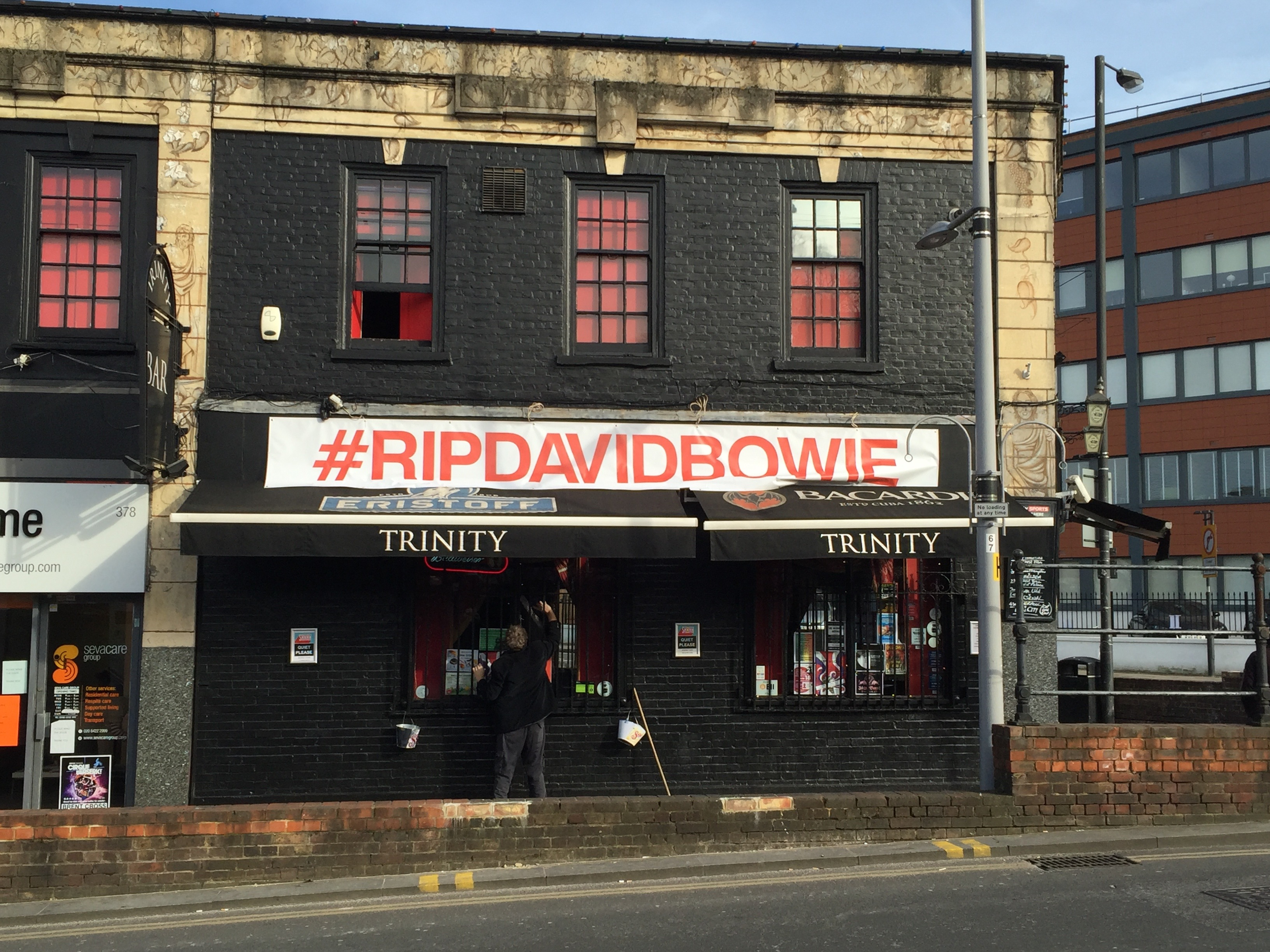
Um cartaz homenageando David Bowie no Trinity Bar em Harrow, Reino Unido

O Primeiro Ministri Britânico David Cameron homenageou Bowie, chamando-o "de um imenso talento britânico" e dizendo que "musicalmente, criativamente, artisticamente, David Bowie foi um gênio".
O Ministério das Relações Exteriores da Alemanha tweetou "Adeus, David Bowie. Agora você está entre os #Heróis. Obrigado por ajudar a derrubar o #muro", em referência ao tempo que Bowie passou em Berlin nos anos 70, como também o seu concerto em 1987 perto do muro de Berlim.
O Cardeal do Vaticano Gianfranco Ravasi tweetou algumas palavras da música "Space Oddity", em memoriam, após o falecimento do Bowie.
Devido aos temas astronômicos em vários de seus trabalhos, as homenagens também vieram de vários astronautas e astrônomos, incluindo Chris Hadfield e Neil deGrasse Tyson. A NASA tweetou que "Hoje as estrelas parecem estar bem diferentes" em seu Twitter oficial, diretamente citando "Space Oddity".

## Análise deBlackstar
Seu álbum final, Blackstar—estilizado como ★ na capa—foi altamente analisado após sua morte e várias supostas pistas sobre seu destino foram discutidas. O segundo single, "Lazarus", inclui as letras "Olhe aqui, estou no céu/Tenho cicatrizes que não podem ser vistas", que apareceu em várias notícias após sua morte. Também se acreditou que o título do álbum simbolize a morte; é o nome de uma lesão cancerosa, como também o termo usado sobre o estado entre uma estrela que entrou em colapso e uma singularidade. Também remanesce de uma música pouco conhecida sobre a morte de um dos ídolos do Bowie, Elvis Presley, que apresenta as letras "Quando um homem vê sua estrela negra, ele sabe que sua hora chegou". O vídeo de "Lazarus" tem imagens de Bowie entrando num armário de madeira e escrevendo com um crânio na sua mesa—o que pareceu para muitos um símbolo de sua morte iminente.
Outras letras foram analisadas; a música "Dollar Days", por exemplo, tem a linha, "Não acredite por um segundo que estou esquecendo de você/Estou tentando/Estou morrendo". O título e refrão da última música, "I Can't Give Everything Away", foi visto por alguns comentadores como uma referência sobre Bowie mantendo seu destino em segredo enquanto espalhava dicas no álbum, enquanto seu uso de harmônica no solo de "A New Career in a New Town"—uma música instrumental do seu álbum Low, que refere-se a sua mudança para Berlim—foi considerado como uma referência sobre Bowie iniciando outra fase de sua vida.

## Impacto nas vendas musicais
Imediatamente após sua morte, a venda de seus álbuns e músicas explodiram. Blackstar, já a caminho de ser o primeiro no Reino Unido, teve suas vendas aceleradas e ficou no alto da lista de vendas por três semanas, como também sendo o primeiro no Billboard 200 nos Estados Unidos. Blackstar também esteve no topo em 24 países, incluindo a França, Alemanha e Itália, enquanto esteve entre os primeiro cinco mais vendidos em seis países, incluindo o Japão e Coreia do Sul.
Nos Estados Unidos, a venda combinada de álbuns e músicas subiu para 682,000 após seu falecimento, sendo um aumento de mais que 5,000%. Outros nove de seus álbuns retornaram ao Billboard 200, incluindo The Rise and Fall of Ziggy Stardust and the Spiders from Mars, Hunky Dory, Let's Dance, Aladdin Sane, Low e The Next Day. Na lista do Billboard 200 Hot Rock Songs, Bowie quebrou o recorde de o maior número de músicas por um único artista, com 21 canções.
Blackstar foi substituído na primeira posição na lista de vendas no Reino Unido por sua compilação de 2002, Best of Bowie, fazendo com que Bowie fosse o primeiro artista a fazer isso desde o falecimento do Michael Jackson em 2009. Na semana seguinte a sua morte, Bowie tinha 19 álbuns e 13 músicas no topo de 100 listas nas duas categorias, com "Heroes", chegando na décima segunda posição pela primeira vez. Bowie viria a igualar o recorde de Elvis Presley pelo maior número de álbuns nos primeiros 40, com doze.
Na França, David Bowie teve três músicas no top 10, incluindo Space Oddity que chegou na primeira posição e fez com que Bowie estivesse em primeiro lugar pela primeira vez no país. O álbum de compilação, Nothing Has Changed, também chegou em ápices em lugares onde onde tinha chegado entre os primeiros 10, chegando em primeiro lugar na Nova Zelândia (onde esteve por quatro semanas), terceiro lugar na Austrália, primeiro lugar na Áustria e Alemanha, quinto lugar na Suíça, sexto lugar nos Países Baixos, sétimo na Hungria e oitavo na Itália. Transmissões globais de suas músicas no Spotify chegou a um pico de 2,822% após seu falecimento, enquanto esteve em todos os primeiros 10 na lista de vídeos do iTunes.
Bowie foi o artista de vinil mais vendável em 2016 no Reino Unido, com cinco álbuns sendo os 30 mais vendidos, incluindo Blackstar na primeira posição. BPI, que supervisiona as listas, nota que o álbum provavelmente "haveria sido vendido em grande volumes" mesmo se Bowie não houvesse falecido.

## Tributos e serviços
Vários artistas apresentaram as músicas de Bowie durante apresentações nas semanas após seu falecimento, incluindo Elton John, Madonna, Bruce Springsteen e Red Hot Chili Peppers. Várias cidades pelo mundo também realizaram eventos em sua memória. Uma apresentação em Carnegie Hall, na Cidade de Nova Iorque, chamada A Música de David Bowie, já havia sido anunciada e foi transformada num evento em memória após as notícias de seu falecimento; os ingressos esgotaram em duas horas. Vários artistas também fizeram apresentações e homenagens num evento em memória no London's Union Chapel seis horas após seu falecimento. Lady Gaga foi escolhida para apresentar em homenagem a Bowie no Grammy Awards de 2016, que apresentou um medley de músicas como Space Oddity, Changes, Ziggy Stardust, Fame, Let's Dance. Em Nova Orleans, uma grande parada de segunda linha foi liderada pela banda Arcade Fire no French Quarter. O evento foi realizado em fevereiro com os fãs enchendo as ruas em roupas inspiradas pelo Bowie. A banda Phish apŕesentou o álbum The Rise and Fall of Ziggy Stardust and the Spiders from Mars em sua enteiridade no MGM Grand Garden Arena, dia 31 de outubro de 2016. Bowie foi recebeu o 2016 Brit Awards em fevereiro de 2016, poucas semanas após seu falecimento. A cantora Annie Lennox o homenageou na apresentação, o cantor Lorde apresentou Life on Mars?, com a antiga banda com que Bowie saia em tour e o seu amigo e tor, Gary Oldman, aceitou o prêmio em nome do Bowie.
Kat Robichaud realizou uma apresentação chamada "Uma Música para David Bowie" no dia 29 de janeiro de 2016 no Misfit Cabaret: Whimsea, e depois lançou um videoclip.
O vídeogame Omikron: The Nomad Soul, no qual Bowie fez as vozes de alguns persoagens, compos a trilha sonora e contribuiu na escrita da história, teve seu download gratuito por uma semana após o falecimento do Bowie.
Bowie foi incluido como uma homenagem "In Memoriam" no Oscar 2016, numa apresentação de Dave Grohl.
Lin-Manuel Miranda estava escrevendo as músicas de Moana após o Bowie falecer e disse: "O mundo já estava de luto por Bowie, eu estive ouvindo-o num loop" e como resultado, a música "Shiny" é parcialmente é uma homenagem.
No final da 15º temporada do American Idol, os vencedores cantaram algumas das músicas mais famosas do Bowie no palco.
Glenn Branca, quem Bowie conheceu e falou que infuenciou na música de Tin Machine, lançou The Light (for David) em 2016. Branca falou que Bowie é "uma espécie de musa" e escreveu uma música em sua homenagem.